# Marie Panthès
Marie Panthès née le 3 novembre 1871 à Odessa (Empire russe) et morte le 11 mars 1955 à New York, est une pianiste française, spécialiste du piano romantique, tout particulièrement l'interprétation des œuvres de Chopin. 

## Biographie
Elle naît à Odessa de parents français. Elle étudie le piano  au Conservatoire de Paris dans une classe des degrés supérieurs, puis avec Alexis-Henri Fissot et Louise-Aglaé Massart-Masson, où elle obtient le premier prix à l'âge de 14 ans. En 1897, elle fait une tournée avec le violoniste Alexandre Petschnikoff et devient célèbre grâce à de nombreuses tournées européennes.
En 1904, elle commence à enseigner au Conservatoire de musique de Genève, puis elle quitte ce poste en 1917 à cause de divergences d'opinion avec le comité du conservatoire. Elle déménage avec son mari violoniste Maurice Darier à Lausanne. Elle revient à Genève en 1931 et enseignera durant vingt ans au Conservatoire de musique de Genève. En 1951, elle dit s'arrêter car elle souffre d'un mélanome à la tête. En 1954, elle débute un traitement avec un spécialiste du cancer à New York, le docteur Revici. Elle meurt le 11 mars 1955 à New York. Sa sépulture se trouve au Cimetière des Rois à Genève.
Parmi ses élèves connus se trouvent Julien-François Zbinden, Johnny Aubert, Isabelle Nef et Marguerite Roesgen-Champion.